# Larnite
La larnite est un minéral monoclinique dont la composition chimique est celle d'un orthosilicate de calcium, Ca2SiO4. C'est le pôle calcique du groupe de l'olivine.
Il fut décrit pour la première fois d'après une occurrence à Scawt Hill, Larne en Irlande du Nord en 1929 par Cecil Edgar Tilley et nommé d'après le lieu. Au topotype, il est associé à la wollastonite, la spurrite, la pérovskite, la merwinite, la mélilite et la gehlénite. On le trouve dans les calcaires et les craies métamorphosés par contact au voisinage d'intrusions basaltiques. 
Le silicate bicalcique est chimiquement le β–Ca2SiO4, quelquefois représenté par la formule 2CaO·SiO2 (C2S en notation cimentière). Lorsqu'il est mentionné dans l'industrie cimentière, le minéral est habituellement appelé bélite (la phase minérale b du clinker, le principal constituant du ciment Portland).